# Liste des boursiers Killam, par ordre alphabétique G
| Nom              | Année | Université                     | Discipline             |
| ---------------- | ----- | ------------------------------ | ---------------------- |
| André Gaudreault | 1996  | Université de Montréal         | Beaux-arts             |
| C. Gerson        | 2005  | Simon Fraser University        | Littérature Anglais    |
| J.R. Gibson      | 1985  | Université York                | Histoire               |
| H.P. Glenn       | 2002  | Université McGill              | Droit                  |
| G.V. Goddard     | 1977  | Université Dalhousie           | Médecine               |
| S. E. Grace      | 2003  | Université of British Columbia | Littérature canadienne |
| J.R. Grace       | 1999  | Université of British Columbia | Génie chimique         |
| Andrzej Granas   | 1987  | Université de Montréal         | Mathématiques          |
| J.L. Granatstein | 1991  | Université York                | Histoire               |
| J.L. Granatstein | 1982  | Université York                | Histoire               |
| G.P. Grant       | 1971  | Université McMaster            | Philosophie            |
| P.J. Grant       | 1977  | Université de Victoria         | Anglais                |
| G.A. Gratzer     | 1986  | Université du Manitoba         | Mathématiques          |
| B. R. Green      | 2001  | Université of British Columbia | Biologie               |
| M. Griffith      | 2003  | Université Waterloo            | Biologie               |
| Jean Grondin     | 1994  | Université de Montréal         | Philosophie            |
| P.M. Grosskurth  | 1979  | Université de Toronto          | Anglais                |
| P.M. Grosskurth  | 1978  | Université de Toronto          | Anglais                |
| P.M. Grosskurth  | 1977  | Université de Toronto          | Anglais                |
| J.E. Guillet     | 1987  | Université de Toronto          | Chimie                 |
| Hong Guo         | 2004  | Université McGill              | Physique               |
| N.D. Gupta       | 1985  | Université du Manitoba         | Mathématiques          |
| P. Guthrie       | 2000  | University of Western Ontario  | Chimie organique       |